# Seaver
Seaver är en udde i Antarktis. Den ligger i Västantarktis. Argentina, Chile och Storbritannien gör anspråk på området.
Terrängen inåt land är platt. Havet är nära Seaver åt sydost. Trakten är obefolkad. Det finns inga samhällen i närheten. 